# Никополь (фема)

Фемы у побережья Эгейского моря около 900 года.

Фема Никополь или Никополис (греч. θέμα Νικοπόλεως) — византийская фема (административно-правовое образование), расположенная на территории Западной Греции, включавшая в свой состав Этолию и Акарнанию, а также южный Эпир. Основанная во второй половине IX века и названная по древнему городу Никополь, она просуществовала вплоть до падения Константинополя в 1204 году в ходе Четвёртого крестового похода.

## История
В VII веке Эпир заселили славяне, но вскоре византийцы вновь элинизировали эту область.
Точная дата основания фемы неизвестна, вероятно она появилась в период между 843 и 899 годами, когда она впервые упоминается в Клиторологии Филофея. Наиболее возможным временем появления фемы Никополь считается правление Льва VI Мудрого (ок. 886—912).

Византийская Греция в 900 году

Около 930 года фема была временно захвачена болгарами, которые снова напали в 980 году, и захватили её большую часть. Василий II смог возвратить отнятые владения, но Архиепископство Охрида стало подчиняться Болгарскому патриархату. Император также основал несколько небольших фем в районе Колонеи и Дропула. В 1040 году из-за коррупции и высоких налогов местное население присоединилось к восстанию Петара Деляна.
В конце XI века фема пострадала от норманнов: Арта подверглась осаде, а Янина была захвачена Робером Гвискаром.
После захвата Константинополя в 1204 году, фема Никополь и большая часть Эпира по Partitio terrarum imperii Romaniae отходили к Венецианской республике, но та не успела утвердить здесь свою власть. Незаконнорождённый сын севастократора Иоанна Дуки Михаил Комнин Дука женился на дочери наместника Никополя, и к 1214 году основал Эпирское царство.

## География и управление
К концу IX века фема находилась на территорий современной греческой префектории Этолия и Акарнания и большая часть Эпира до Бутринти. На западе Никополь граничил с фемой Эллада, возможно по реке Морнос и западным хребтам гор Пинд, а на севере — с фемой Диррахий.
Столицей фемы был не разрушенный во время славянских и арабских набегов Никополь, а Навпакт, а сама она была разделена на турмы. Никополь был основной базой на Адриатическом море, и здесь находились отряды морской пехоты со своим катепаном. В IX—X веках вооружённые силы региона составляли 1000 пехотинцев.